# إدريس هوبكينز
إدريس هوبكينز (بالإنجليزية: Idris Hopkins)‏ (11 أكتوبر 1910 في المملكة المتحدة - 9 أكتوبر 1994 في المملكة المتحدة) هو لاعب كرة قدم بريطاني (وحمل سابقاً جنسية المملكة المتحدة لبريطانيا العظمى وأيرلندا) في مركز الهجوم. شارك مع منتخب ويلز لكرة القدم. أما مع النوادي، فقد لعب مع شيفيلد وينزداي وكريستال بالاس ونادي بريستول سيتي ونادي برينتفورد ونادي دارتفورد وMerthyr Town F.C. ‏.

## وصلات خارجية
- إدريس هوبكينز على موقع قاعدة بيانات كرة القدم.إي يو (الإنجليزية)
- إدريس هوبكينز على موقع ناشيونال فوتبول تيمز (الإنجليزية)